# Старкс, Рики
Ричард Старкс (англ. Richard Starks, род. 21 февраля 1990, Новый Орлеан, Луизиана) — американский рестлер, в настоящее время выступающий в WWE на бренде NXT под именем Рики Сейнтс (англ. Ricky Saints), где является действующим североамериканским чемпионом NXT.
Он наиболее известен по своей работе в All Elite Wrestling (AEW) с 2020 по 2025 год. Старкс также известен работой в National Wrestling Alliance (NWA), где он стал первым обладателем возрожденного телевизионного чемпионства мира NWA.

## Карьера в рестлинге

### Ранняя карьера (2012—2020)
Кумирами Старкса были Гробовщик, Скала, Мэнкайнд и многие другие, когда он рос и смотрел рестлинг. Примерно в возрасте семи лет Старкс решил, что будет реализовывать свою мечту — стать рестлером. Старкс дебютировал в WWE в качестве гостевого джоббера, проиграв Джиндеру Махалу, а затем дебютировал во входящей в National Wrestling Alliance (NWA) Velocity Pro Wrestling 14 октября 2012 года на шоу NWA Velocity Haunted Havoc в Остине, Техас. Там он участвовал в матче тройной угрозы против Джейкуса Плискена и Большого Рики. С 2012 года Старкс стал регулярно выступать в многочисленных промоушенах штата Техас, таких как Anarchy Championship Wrestling и Inspire Pro Wrestling.
В последующие годы он провел ещё четыре матча в WWE в качестве джоббера, проиграв таким рестлерам, как Джиндер Махал, Энцо Аморе и Колин Кейссиди, Кейн и «Возрождение» (Скотт Доусон и Дэш Уайлдер). На эпизоде Raw от 29 июля 2013 года он появился в закулисном видео, где над ним издевался, насмехался и сломал им стол Райбэк. Старкс снова появился на эпизоде Raw от 19 марта 2018, арестовывая Романа Рейнса, которого тот позже избил.

### WWE

#### NXT (с 2025)
Старкс официально дебютировал в WWE 11 февраля 2025 года в эпизоде NXT, где он начал выступать под именем Рики Сейнтс.

## Личная жизнь
Старкс вырос в Новом Орлеане, Луизиана, и воспитывался матерью-одиночкой вместе с двумя братьями и сестрами. Старкс неоднократно говорил о своем разочаровании тем, что люди часто не понимают, что он афроамериканец (Старкс описывал себя как «светлого»), что было источником издевательств и драк в его детстве.

## Титулы и достижения
- All Elite Wrestling
  - Турнир за претендентство на чемпионство мира AEW (2022)[9]
  - Dynamite Diamond Battle Royale (2022)[10]
  - Чемпион FTW (1 раз)[11]
- Anarchy Championship Wrestling
  - Хардкорный чемпион ACW (1 раз)[12]
  - Телевизионный чемпион ACW (1 раз)[13]
  - Объединённый чемпион ACW (1 раз)[14]
- Dojo Pro Wrestling
  - Чемпион белого пояса Dojo Pro (1 раз)[15]
- ESPN
  - Прорывной рестлер года (2022)[16]
- Imperial Wrestling Revolution
  - Революционный чемпион IWR (1 раз)[17]
- Inspire Pro Wrestling
  - Чемпион Inspire Pro (1 time)[18]
  - Чемпион юниорской короны Inspire Pro (1 раз)[19]
  - Чемпион чистого престижа Inspire Pro (1 раз)[20]
- National Wrestling Alliance
  - Телевизионный чемпион мира NWA (1 раз, первый)[21]
  - Турнир за титул телевизионного чемпиона мира NWA (2020)[22]
- NWA Houston
  - Чемпионат Одинокой звезды в полутяжёлом весе NWA (1 раз)[23]
- Pro Wrestling Illustrated
  - № 92 в топ 500 рестлеров в рейтинге PWI 500 в 2020[24]
- VIP Wrestling
  - Командный чемпион VIP (1 раз) — с Карсоном[25]
  - Турнир за командное чемпионство VIP (2015)
- WrestleCircus
  - Командный чемпион WC (1 раз) — с Аароном Солоу[26]
- Xtreme Championship Wrestling
  - Чемпион XCW в тяжёлом весе (1 раз)[27]
- WWE
  - Североамериканское чемпионство NXT (1 раз)